# Aristide Takoukam Kamla
Aristide Takoukam Kamla est un écologiste, biologiste et docteur vétérinaire camerounais. 

## Biographie

### Enfance et débuts
Aristide Takoukam Kamla grandit à Dschang où il obtient son baccalauréat ainsi que sa maitrise à l'université de Dschang au Cameroun. Il reçoit une bourse Fullbright et passe son doctorat à l'université de Floride aux Etats Unis en 2019. 

### Carrière
Aristide Takoukam Kamla concentre ses recherches sur la diversité génétique, le régime alimentaire ainsi que sur l'habitat du lamantin d'Afrique dans les eaux du fleuves Sanaga. Il fonde en 2012 l'organisation à buttnon lucratif African Marine Mammal Conservation Organisation (AMMCO) dont il est également le directeur, et qui travaille sur des projets de recherche et de conservation sur les lamantins africains, les cétacés, les tortues marines et diverses autres espèces d'eau douce.
Aristide Takoukam Kamla developpe plusieurs applications mobiles pour la faune aquatique. Il encadre aussi des étudiants en master dans le domaine de la recherche aquatique 
il travaille dans la préservation des fonds marins et côtiers

## Prix et récompenses
- 2024 : Prix Whitley[6]